# Miss Intercontinental
Miss Intercontinental is een internationale missverkiezing die sinds 1971 wordt gehouden onder verschillende namen. De eerste wedstrijd werd georganiseerd door Rene Lacle. Vanaf 1973 heette de verkiezing officieel Miss Teenage Intercontinental en vond ze meestal op Aruba doorgang. In 1979 werd die naam Miss Teen Intercontinental. In 1982 werd de naam opnieuw veranderd, in Miss Intercontinental. In 1984 werd de verkiezing stopgezet en dat jaar was er geen wedstrijd. Van 1986 tot 1991 werd de missverkiezing opnieuw begonnen, dit keer in Nigeria. In dat laatste jaar werd ze dubbel georganiseerd: in Nigeria en de nieuwe versie van Aruba. Die hield het slechts twee jaar vol en werd overigens in Duitsland georganiseerd. Sinds 1993 is de organisatie in Duitse handen en wordt de verkiezing aldaar gehouden.

## Winnaressen
| Datum        | Jaar | Kandidaten | Winnares                             | Land                           | Gaststad             | Gastland          |
| ------------ | ---- | ---------- | ------------------------------------ | ------------------------------ | -------------------- | ----------------- |
| 27 september | 2009 | 55         | Hannelly Zulami Quintero Ledezma     | Venezuela                      | Minsk                | Wit-Rusland       |
| 25 oktober   | 2008 | 58         | Cristina Lucía Camargo de la Rans    | Colombia                       | Zabrze               | Polen             |
| 13 oktober   | 2007 | 41         | Nancy Afiouni                        | Libanon                        | Mahé                 | Seychellen        |
| 15 oktober   | 2006 | 45         | Katarína Manová                      | Slowakije                      | Nassau               | Bahama's          |
| 30 juli      | 2005 | 61         | Emmarys Diliana Pinto Peralta        | Venezuela                      | Huangshan            | China             |
| 24 juli      | 2004 | 54         | Deisy Catalina Valencia Deossa       | Colombia                       | Hohhot               | China             |
| 2 juli       | 2003 | 34         | Dominique Hourani                    | Libanon                        | Berlijn              | Duitsland         |
| 8 juni       | 2002 | 33         | Rychacviana Coffie                   | Curaçao                        | Fürth                | Duitsland         |
| 21 juni      | 2001 | 33         | Ligia Fernanda Petit Vargas          | Venezuela                      | Coburg               | Duitsland         |
| 17 april     | 2000 | 30         | Sabrina Schepmann                    | Duitsland                      | Kaiserslautern       | Duitsland         |
| 22 april     | 1999 | 24         | Mine Erbaykent                       | Turkije                        | Bochum               | Duitsland         |
| 23 april     | 1998 | 23         | Janaína Vizeu Berenhauser Borba      | Brazilië                       | Bad Lausick          | Duitsland         |
| 7 april      | 1997 | 32         | Lara Dutta                           | India                          | Freiburg im Breisgau | Duitsland         |
| 16 april     | 1996 | 23         | Timeri Baudry                        | Tahiti                         | Trier                | Duitsland         |
| 20 april     | 1995 | 22         | Melissa Cortez                       | Amerikaanse Maagdeneilanden    | Dresden              | Duitsland         |
| 15 april     | 1994 | 22         | Kimberly Anne Byers                  | Verenigde Staten               | Düsseldorf           | Duitsland         |
| ?            | 1993 | 15         | Verona Feldbusch                     | Duitsland                      | Zimmern ob Rottweil  | Duitsland         |
| ?            | 1992 | ?          | Susanne Petry                        | Duitsland                      | Eschweiler           | Duitsland         |
| ?            | 1991 | ?          | - Alyona Ivanova - Carmen Linda Díaz | Rusland Puerto Rico            | Bonn Lagos           | Duitsland Nigeria |
| ?            | 1990 | ?          | Sandra Foster                        | Jamaica                        | Holland              | Nederland         |
| ?            | 1989 | ?          | - Bianca Onoh - Brenda Marte Lajara  | Nigeria Dominicaanse Republiek | Lagos                | Nigeria           |
| ?            | 1988 | ?          | Joan Maynard                         | Curaçao                        | Lagos                | Nigeria           |
| ?            | 1987 | ?          | Patricia Kuypers                     | Peru                           | Lagos                | Nigeria           |
| ?            | 1986 | ?          | Elizabeth Robinson                   | Puerto Rico                    | Lagos                | Nigeria           |
| 9 december   | 1983 | ?          | Brigitte Bergman                     | Nederland                      | Oranjestad           | Aruba             |
| 11 december  | 1982 | ?          | Jodee Joy Dominici                   | Verenigde Staten               | Cartagena            | Colombia          |
| 24 oktober   | 1981 | ?          | Cristiane Lisita Passos              | Brazilië                       | Barranquilla         | Colombia          |
| 4 oktober    | 1980 | ?          | Elizabeth Gasiewicz                  | Argentinië                     | Punto Fijo           | Venezuela         |
| 6 oktober    | 1979 | ?          | Maryanne Shaugnessey                 | Verenigde Staten               | Oranjestad           | Aruba             |
| 30 oktober   | 1978 | ?          | Elizabeth Anita Reddi                | India                          | Oranjestad           | Aruba             |
| 17 september | 1977 | ?          | Elizabeth Ann Jones                  | Verenigd Koninkrijk            | Oranjestad           | Aruba             |
| 6 augustus   | 1976 | ?          | Ivania Navarro Yenic                 | Nicaragua                      | Oranjestad           | Aruba             |
| 30 augustus  | 1975 | ?          | Shohreh Nikpour                      | Iran                           | Oranjestad           | Aruba             |
| ?            | 1974 | ?          | Maria Emilia de los Ríos             | Venezuela                      | Oranjestad           | Aruba             |
| ?            | 1973 | ?          | Barbara Jean Sergi                   | Verenigde Staten               | Oranjestad           | Aruba             |
| ?            | 1972 | ?          | Jane Vieira Macambira                | Brazilië                       | Oranjestad           | Aruba             |
| ?            | 1971 | ?          | Magnolia Martínez                    | Peru                           | Oranjestad           | Aruba             |